# 贫育雀麦
贫育雀麦（学名：Bromus sterilis），为禾本科雀麦属下的一个植物种。